# أبوستولوس كريستو
أبوستولوس كريستو (باليونانية: Απόστολος Χρήστου)‏ (مواليد 1 نوفمبر 1996) هو سبّاح يوناني، مثّل بلاده في الألعاب الأولمبية الصيفية 2016.

## روابط خارجية
أبوستولوس كريستو على موقع الاتحاد الدولي للسباحة (الإنجليزية)
- أبوستولوس كريستو على موقع SwimRankings.net (الإنجليزية)
- أبوستولوس كريستو على موقع اللجنة الأولمبية الدولية (الإنجليزية)
- أبوستولوس كريستو على موقع أوليمبيديا (الإنجليزية)